# Аналмаи
Аналмаи (Аналмайе) — царь Куша (Нубия), правивший в Мероэ в 542—538 годах до н. э.
Он следовал за царём Меленакеном и являлся предшественником царя Аманинатакилебте.
Похоронен в Нури, в гробнице № 18.